# أنطونيو مويانو
أنطونيو مويانو (بالإسبانية: Antonio Moyano Carrasquilla) هو لاعب كرة قدم إسباني في مركز الوسط، ولد في 13 يوليو 2000 في مونتيلا في إسبانيا. لعب مع نادي قرطبة.

## وصلات خارجية
- أنطونيو مويانو على موقع قاعدة بيانات كرة القدم.إي يو (الإنجليزية)
- أنطونيو مويانو على موقع Soccerway.com (الإنجليزية)